# Alonina difformis
Alonina difformis is een vlinder uit de familie wespvlinders (Sesiidae), onderfamilie Sesiinae.
Alonina difformis is voor het eerst wetenschappelijk beschreven door Hampson in 1919. De soort komt voor in het Afrotropisch gebied.